# Luminanza (video)
La luminanza, indicata anche come componente Y, è il segnale che trasporta l'informazione relativa alle immagini televisive in bianco e nero; una bassa luminanza corrisponde a un puntino scuro sullo schermo, un'alta luminanza implica la visualizzazione di un puntino chiaro.

## Descrizione
Successivamente all'avvento della televisione a colori, per mantenere la retrocompatibilità con i sistemi preesistenti in bianco e nero (sia le emittenti televisive che i televisori), furono progettati trasmettitori che continuavano a trasmettere il segnale di luminanza anche per le trasmissioni a colori (che così potevano essere ricevute anche con i televisori in bianco e nero), ma che ad esso affiancavano un nuovo segnale, la crominanza, che veicolava l'informazione aggiuntiva del colore.